# Conchy-les-Pots

Conchy-les-Pots este o comună în departamentul Oise, Franța. În 1 ianuarie 2022 avea o populație de 753 de locuitori.